# Resolución 489 del Consejo de Seguridad de las Naciones Unidas
La resolución 489 del Consejo de Seguridad de las Naciones Unidas fue aprobada por unanimidad el 8 de julio de 1981, tras haber examinado la petición de la República de Vanuatu para poder ser miembro de las Naciones Unidas. En esta resolución, el Consejo recomendó a la Asamblea General la aceptación de Vanuatu como miembro.